# Antonio Abati
Antonio Abati, raramente Abbati (Gubbio, fine XVI secolo o inizio XVII secolo – Senigallia, ottobre 1667), è stato un letterato italiano.

## Biografia
Si hanno di lui poche notizie: nel 1631 pubblicò a Roma i Ragguagli di Parnaso contro i poetastri e partigiani delle nazioni, nei quali denunciò la decadenza della letteratura, attaccandone l'imperante cattivo gusto, e che lesse il 20 gennaio 1636 presso l'Accademia romana degli Umoristi durante le festività di carnevale. Fu poi a Viterbo dal 1634 al 1638, dove conobbe il poeta di satire e pittore Salvator Rosa e contribuì a influenzare il suo stile.
Trasferitosi a Milano nel 1638, passò a Vienna divenendo nel 1640 poeta di corte dell'arciduca, poi imperatore Leopoldo I. Abbandonò l'incarico nel 1644 per viaggiare nei Paesi Bassi e in Francia, ricavando da queste sue esperienze la satira Il viaggio. La sua opera più nota sono però le prose e i versi di lieve satira Delle frascherie, fasci tre, scritta a Venezia nel 1651: in tale opera l'Abati attacca ancora i costumi e le tendenze letterarie del tempo. L'opera è anche importante per essere stata fonte di grande influenza su Salvator Rosa, il quale imitò in particolare le satire dell'Abati La guerra e il Pegasino. Del 1660 è il dramma in musica Il consiglio degli dei, scritto per celebrare la pace dei Pirenei e pubblicato postumo nel 1671.
Grazie alla protezione del cardinale Fabio Chigi, poi papa Alessandro VII, fu governatore di Grotte di Castro, di Frascati e di Recanati, finendo per ritirarsi negli ultimi anni a Senigallia, nel podere "La Stelletta" regalatogli dalla granduchessa di Toscana Vittoria della Rovere. Dopo la sua morte, uscirono a Bologna, nel 1671, le Poesie Postume.
Membro di varie accademie, tra cui quella dei Caliginosi di Ancona e degli Insensati di Perugia, presso principi e letterati Abati godette di una grande fama che andava al di là dei suoi meriti letterari. A dimostrazione della reputazione di cui godeva, Ferdinando III gli dedicò un madrigale acrostico. Era anche famoso per la sua sagacia e la sua arguzia, al punto da essere soprannominato "l'abbate delle vivacità e delle arguzie".

## Opere
- Ragguagli di Parnaso contro i poetastri e partigiani delle nazioni, 1631
- Delle frascherie, fasci tre, 1651
- Il consiglio degli dei, 1660
- Il viaggio
- La guerra
- Pegasino